# 皮素
皮素（？年—311年），字泰混，西晉末徐州下邳人，官至益州刺史。後因得罪羅宇被其派遣的降人天水趙攀及閻蘭暗殺身亡。

## 生平
皮素本為西晉末長沙太守，晉永嘉四年(西元310年)接替病逝的羅尚繼承益州刺史之位並兼任任西夷校尉、揚烈將軍之職。並領義募人及平西軍，當進治三關。當時成漢大將李驤急攻駐守涪城的譙登，皮素此時到達巴東令平西軍將張順、楊顯救援譙登。但羅尚之子羅宇因跟譙登有過節且其屬下參佐亦厭惡譙登不願救他，此舉激怒皮素要治參佐之罪。羅宇先發制人暗中派遣降人趙攀跟閻蘭夜襲皮素並殺死了他。

## 評價
童謠：「有客有客，来侵門陌，其氣欲索。」